# شارون برات
شارون برات (مواليد 30 يناير 1944)، سابقًا شارون برات ديكسون وشارون برات كيلي، محامية وسياسية أمريكية كانت عمدة منطقة كولومبيا بين عامي 1991 و1995، وهي أول عمدة وُلدت في منطقة كولومبيا منذ ريتشارد والاك الذي تولى المنصب في عام 1861، وأول امرأة تشغل هذا المنصب.

## حياتها الشخصية
ولدت شارون برات للقاضي في محكمة العاصمة واشنطن، كارلايل إدوارد برات، وميلدريد «بيغي» (بيتيكورد) برات. بعد وفاة والدتها بسبب سرطان الثدي، ساعدت جدتها هازل برات وعمتها إيمي إليزابيث برات في تربية شارون وشقيقتها الصغرى.
درست برات في مدارس العاصمة واشنطن، بما فيها مدرسة غيج الابتدائية، ومدرسة رودولف الابتدائية، ومدرسة ماكفارلاند المتوسطة، ومدرسة روزفلت الثانوية (1961، بتفوق). كانت موهوبة في لعبة البيسبول ولكنها لم تواصل ممارسة الرياضة في مرحلة المراهقة. في جامعة هاوارد، انضمت إلى جمعية ألفا كابا ألفا للسيدات (1964)، وحصلت على درجة البكالوريوس في العلوم السياسية (1965). حصلت على درجة الدكتوراه في القانون من كلية الحقوق بجامعة هاوارد في عام 1968. تزوجت من آرينغتون ديكسون في عام 1966 ولديها ابنتان منه؛ انفصلا بعد ستة عشر عامًا.
أدارت حملة انتخابية وانتخبت ونصّبت عمدة لواشنطن العاصمة باسم شارون برات ديكسون، ولكن عندما تزوجت جيمس آر. كيلي الثالث، رجل أعمال من نيويورك، في 7 ديسمبر 1991، غيرت اسمها إلى شارون برات كيلي. بعد الطلاق عام 1999، استأنفت اسم عائلتها الأصلي وأصبحت شارون برات.
شارون برات عضوة في جمعية «ذا لينكس».

## مسيرتها
في البداية، انصبت جهودها السياسية على السياسة الوطنية بدلًا من المحلية. كانت عضوة في اللجنة الوطنية الديمقراطية من منطقة كولومبيا (1977-1990)، وهي أول امرأة تحمل هذا المنصب. شغلت منصب أمين خزنة اللجنة الوطنية الديمقراطية بين عامي 1985 و1989.
في انتخابات الحزب الديمقراطي الوطني عام 1980، كانت عضوة في لجنة الاعتمادات المخصصة، وعضوة في المجلس القضائي، وشريكة في رئاسة لجنة الأصول. في عام 1982، أشرفت على حملة باتريشيا روبرتس هاريس للانتخابات البلدية في واشنطن العاصمة.
في عام 1983، عينت نائبة لرئيس علاقات المجتمع في بيبكو، وهي شركة كهرباء في واشنطن العاصمة. وأصبحت أول امرأة وأول امرأة أمريكية من أصل أفريقي تشغل هذا المنصب. في نفس العام، فازت بجائزة الرئاسة من الجمعية الوطنية للنهوض بالملونين.

### الانتخابات البلدية 1990
مستاءة من تدهور الأوضاع في مسقط رأسها، أعلنت برات في مؤتمر الحزب الديمقراطي الوطني عام 1988 أنها ستتحدى رئيس البلدية الحالي ماريون باري في انتخابات عام 1990. كانت برات الوحيدة التي أعلنت رسميًا نيتها الترشح لمنصب عمدة عندما اعتقل باري على تهم المخدرات وانسحب من السباق في أوائل عام 1990. بعد ذلك بوقت قصير، انضم إلى السباق الانتخابي النواب البارزون جون راي، وشارلين درو جارفيس، وديفيد كلارك. هاجمت برات منافسيها الرئيسيين الثلاثة، وأشارت إليهم بأنهم «الفئران الثلاث العمياء» الذين «لم يروا شيئًا، ولم يقولوا شيئًا، ولم يفعلوا شيئًا بينما انهارت المدينة بسرعة». كانت الوحيدة التي دعت باري إلى الاستقالة من منصبه، وترشحت دخيلةً لجهازه السياسي.
بعد سلسلة من المناظرات التلفزيونية خلال الأسابيع الأخيرة من الحملة الانتخابية، حصلت برات على تأييد صحيفة «واشنطن بوست». في اليوم الذي أعلنت فيه الصحيفة تأييدها، ارتفعت نسب التصويت لصالحها بشكل كبير، إذ يعزو عديد من المراقبين السياسيين هذا الارتفاع بالتحديد بسبب دعم الصحيفة. عشية الانتخابات، أظهرت استطلاعات الرأي أن عضو المجلس جون راي احتفظ بتفوقه، لكن برات اكتسبت تأييدًا بسرعة وظلت هناك نسبة كبيرة من الناخبين المعلَّقين. مع ذلك، حتى وبالرغم من وجود أصغر فريق حملة وأقل مبلغ من الأموال، فازت برات في الانتخابات، حيث هزمت راي الذي حل في المركز الثاني بنسبة 10%. بما أن واشنطن هي مدينة ذات توجه ديمقراطي قوي، كان فوزها على المرشح الجمهوري، السابق رئيس الشرطة موريس تيرنر الابن، في الانتخابات العامة في 6 نوفمبر أمرًا محسومًا مسبقًا. أَدّي اليمين الدستوري كعمدة لواشنطن في 2 يناير 1991.

## عمدة مقاطعة كولومبيا
عندما تولت المنصب، واجهت برات مقاومة تجاه موقفها الشعبي والإصلاحي. حققت ما وعدت به من تنظيف للمنظومة، حيث طلبت استقالة جميع المعينين من قبل باري في اليوم التالي لانتخابها. إلا أن دعمها السياسي بدأ بالتراجع عندما بدأت في تقليص عدد الموظفين العامين. أغضبت زعماء العمال الذين ادعوا أنها وعدت بعدم فصل موظفي النقابات، وبدأت في فرض إجازات بدون راتب وتجميد الأجور في المدينة بأكملها. بذلت جهودًا كبيرة لإزالة جميع أقارب باري السياسيين، حتى وإن أثرت حالات التسريح تلك بإدارتها. واجهت كيلي انتقادات بسبب اتهامات بأنها متعصبة، مما جعلها تبتعد عن الفقراء والطبقة العاملة السوداء في المدينة. واجهت كيلي خلافًا مع العديد من أعضاء مجلس العاصمة فيما يتعلق بمقترحها بنقل حكومة المدينة مؤقتًا إلى مبنى وان جوديشياري، الواقع على بعد عشرة أبنية من مبنى البلدية الحالي لواشنطن والمعروف باسم مبنى المقاطعة الذي كان يشهد بعض الإصلاحات. كان المقترح هو نقل المكتب الرئيسي وأقسام الإدارة إلى مبنى وان جوديشيار في عام 1992، ولكن رفض المجلس مغادرة مبنى المقاطعة على الرغم من أنهم وافقوا على المقترح في فصل الربيع من نفس العام. في فبراير 1993، اتهموا كيلي بالتقصير العمد في صيانة المبنى لدفعهم للخروج، وقاموا بالتصويت للسيطرة الكاملة والحصرية على مبنى المقاطعة.
وفقًا لصحيفة واشنطن «سيتي بيبر»، «لم تتمكن كيلي من السيطرة على حكومة المدينة التي لا تزال مخلصة لباري، وكانت غالبًا ما لا تعطي ثقتها الكاملة للنصائح التي تلقتها من مساعديها». في ربيع عام 1992، أي بعد مضي أكثر من عام على توليها المنصب، شن أنصار باري حملة لسحب الثقة منها، وعلى الرغم من فشلها، إلا أنها أضعفت إدارتها وجعلت كيلي تتعامل بحذر أكثر مع الجمهور، حيث ابتعدت عن جهودها الإصلاحية.

### الولائية
كانت جهود كيلي لتحقيق حق ولاية واشنطن العاصمة بهدف تحسين وضعها المالي والسياسي، تواجه معارضة شديدة من أعضاء الكونغرس الجمهوريين، الذين شنوا هجومًا عنيفًا على العاصمة، ووصفوها بأنها «عار وطني» تعيش تحت «حكم حزب واحد... اعتمادية هائلة، جرائم مروعة... وفضائح متواصلة». أدت هذه الهجمات إلى جلب الضغط الإعلامي السلبي للعاصمة، وأدت في النهاية إلى فشل مشروع قانون ولاية واشنطن العاصمة في مجلس النواب وضعف رأس المال السياسي لكيلي. فقدت موقعها مع مجلس العاصمة عندما دعمت عضو المجلس ليندا كروب لتكون رئيسة مؤقتة بعد انتحار جون إيه. ويلسون في مايو 1993، لكن المجلس اختار جون إل. راي بدلًا من ذلك.
أُلقي اللوم على كيلي لنقل نادي فريق واشنطن ريدسكنز خارج المدينة. حاول مالك الفريق جاك كينت كوك الضغط على المدينة لبناء ملعب جديد لاستبدال ملعب آر إف كي ستاديوم القديم، مهددًا بنقل الفريق إلى مدينة أليكساندريا بولاية فرجينيا القريبة. بعد تعثر المفاوضات وملاحقة كوك علنًا من قبل حاكم فرجينيا، نددت كيلي بكوك قائلةً: «لن أسمح لمجتمعنا الطيب أن يتجاوزه مراوغ ثري بليونير». أعلنت أنها قدمت ما تستطيع تقديمه لفريق ريدسكنز ولن تذهب أكثر من ذلك. رغم التوصل في النهاية إلى اتفاق، انسحب كوك في عام 1993 من المفاوضات وانتقل الفريق إلى ما يُعرف الآن بملعب فيديكس في لاندوفر، ماريلاند.